# Атлас українських історичних міст

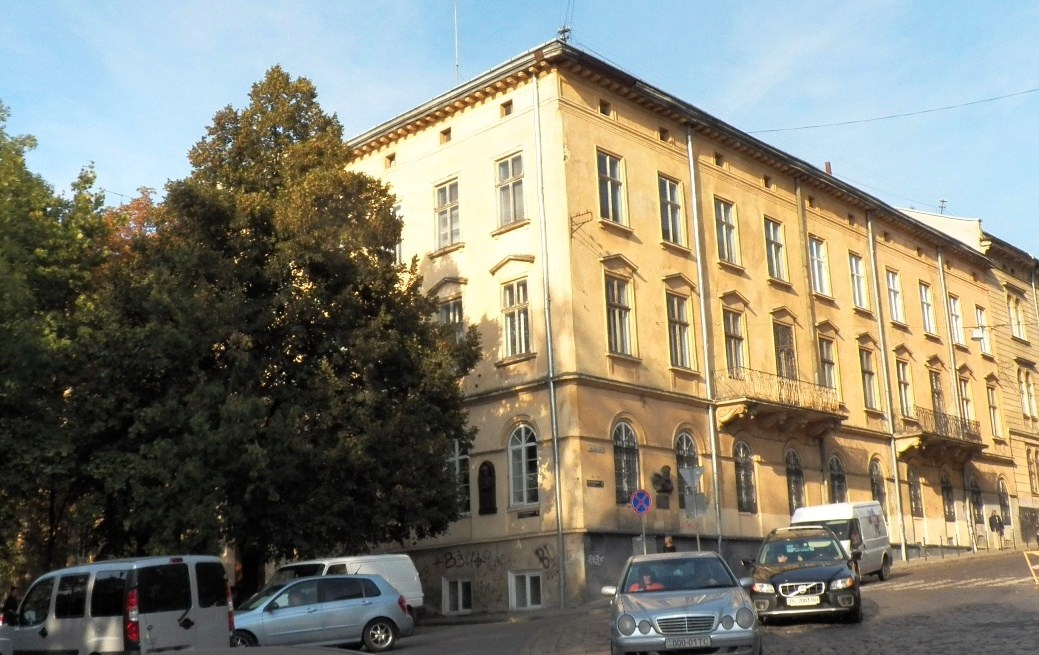
Будинок Львівського відділення Інституту української археографії та джерелознавства імені М. С. Грушевського НАН України

«Атлас українських історичних міст» — картографічна академічна наукова серія, присвячена реконструкціям, порівняльним дослідженням та публікаціям картографічних і графічних репродукцій минулого міст України. Над атласами працювали дослідники наукових, міських та комерційних установ та організацій: Львівське відділення Інституту української археографії та джерелознавства імені М. С. Грушевського НАН України, Науково-дослідний центр «Рятівна археологічна служба» Інституту археології НАН України, Центр міської історії Центрально-Східної Європи, Центральний державний історичний архів України, м. Львів, Канадський інститут українських студій, Музей мистецтва та історії Жидачівської землі, Державний історико-архітектурний заповідник у м. Жовкві, Національний заповідник «Давній Галич», Державний історико-культурний заповідник у м. Белзі та Інститут геоінформаційних систем (Львів).
Кожен том складається з двох частин: картографічної та текстової. Картографічна частина містить історичні карти міста (з XVII—XVIII століть), карти-реконструкції (план фортифікацій, сакральних споруд, археологічних пам'яток, розвитку території міста) та види міст у ХІХ столітті. У текстовій частині автори публікують історичні нариси про розвиток міста до сьогодення, де також надають пояснення до публікованих планів, їхній археографічний опис та бібліографічне впровадження. «Атлас українських історичних міст» включений до європейської серії міських атласів, що виходять під егідою Міжнародної комісії з історії міст.
За мету видання ставить ціль створити підстави для порівняльної історії українських та європейських міст у різних періодах та аспектах їхнього життя. Серія започаткована 2014 року. Всього вийшло п'ять томів атласів: Львів (2014), Галич (2018), Жовква (2016), Жидачів (2020), Белз (2022). Зміст, тексти та експлікації до карт публікуються англійською та українською мовами.
Головний науковий редактор серії Мирон Капраль. Остання наукова рада атласу: Микола Бевз, Геннадій Боряк, Мирон Капраль, Кіт Лиллей, Георгій Папакін, Франк Сисин, Валерій Смолій, Ростислав Cocca, Каталін Сенде, Даніель Штраке, Ярослав Яцків.

## Видання серії
| Обкладинка | Назва, бібліографічний опис та зміст | Над виданням працювали | Пр.         |
| ---------- | --- | --- | ----------- |
|            | Атлас українських історичних міст. — Том 1: Львів За наук. ред. Мирона Капраля. — К.: ДнВП «Картографія», 2014. — 96 с. + 26 оригінальних карт, 11 карт-реконструкцій, 6 видів міста. ISBN 978-617-670-430-0 Текстова частина - Мішель Паулі. Переднє слово - Мирон Капраль. Вступ - Уляна Кришталович. Львів у картографічних джерелах XIV — середини XX ст. - Юрій Лукомський, Володимир Петегирич. Заселення території Львова від V/VI до середини XIII ст. - Юрій Диба. Планувальна структура долокаційного Львова - Мирон Капраль, Мар'яна Долинська. Процес локації міста Львова на магдебурзькому праві у XIII—XIV ст. - Мар'яна Долинська, Мирон Капраль, Андрій Фелонюк. Розвиток міста у пізньому середньовіччі та ранньомодерний час (простір і мешканці) - Ігор Оконченко, Ольга Оконченко. Укріплення Львова XVII ст. - Мар'яна Долинська, Уляна Іваночко. Просторовий розвиток та урбаністика міста наприкінці XVIII—XIX ст. - Богдан Посацький. Урбаністичний розвиток Львова у XX і на початку XXI ст. - Опис репродукцій (Мирон Капраль) - Пояснення до карт - Вибрана бібліографія (Мирон Капраль) Картографічна частина 1. Плани і карти 1. План Львова з проектом фортифікацій, 1635 р. 2. План міста, бл. 1704 р. 3. План Львова, 1766 р. 4. План Львова, 1772 р. 5. План Львова, 1777 р.1.6. Львів з околицями, з Йосифінської топографічної карти Галичини, 1779—1782 рр. 6. План Львова, 1780 р. 7. План Львова, бл. 1802 р. 8. План Львова, бл. 1828 р. 9. План Львова, 1829 р. 10. План Львова з передмістями, 1836 р. 11. План Львова, 1844 р. 12. Кадастр Львова (центр міста), 1849 р. 13. План Львова, 1855 р. 14. План Львова, 1871 р. 15. План Львова, т. зв. «Малий хованець», 1894 р. 16. План Львова, бл. 1910 р. 17. План Львова, 1917 р. 18. План Львова, бл. 1920 р. 19. План Львова, 1938 р. 20. План Львова, 1939 р. 21. План Львова, 1944 р. 22. План Львова, 1947 р. 23. Львів, топографічна карта, 1957 р. 24. Сучасний план Львова (центр міста), 2013 р. 2. Види та панорами 1. Львів із заходу, гравюра Франца Гоґенберґа, 1618 р. 2. Львів із північного заходу, гравюра Франсуа Пернера, 1772 р. 3. Львів із північного заходу, гравюра Ріттіна Дотто, 1772 р. 4. Львів із північного заходу Ґеорґа Боровського, кінець XVIII століття 5. Львів з південного заходу, з гори Вроновського, акварель Теофіля Чишковського, 1840 р. 6. Львів з висоти польоту птаха, аксонометричне зображення, 1866 р. 3. Карти-реконструкції 1. Просторовий розвиток Львова від XIII до початку XXI ст. (Мирон Капраль, Степан Ямелинець) 2. Поселення на території Львова від V/VI до першої половини XIII ст. (Юрій Лукомський, Володимир Петегирич) 3. Львів у княжі часи (Юрій Диба) 4. Просторовий розвиток Львова від XIII до 1772 р.: адміністративний поділ (Мар'яна Долинська, Степан Ямелинець) 5. Локалізація оборонних укріплень Львова XIII—XIX ст.: схема 1 (Ігор Оконченко, Ольга Оконченко) 6. Локалізація оборонних укріплень Львова XIII—XVIII ст.: схема 2 (Ігор Оконченко, Ольга Оконченко) 7. Нерухомість середмістя Львова у 1767 р. (Мирон Капраль, Андрій Фелонюк) 8. Передмістя Львова у першій половині XVIII ст.: юридики та лібертації (Андрій Фелонюк) 9. Львів за кадастром 1849 р. (Мирон Капраль) 10. Релігійні споруди Львова (XIII — початок XXI ст.) (Тарас Гринчишин) 11. Конфесійні зміни у Львові (кінець XVIII — початок XXI ст.) (Тарас Гринчишин) | - Літературний редактор: Наталя Кіт | [ 1 ]       |
|            | Атлас українських історичних міст. — Том 2: Галич За наук. ред. Мирона Капраля. — Львів, 2018. — 54 с. + 11 оригінальних карт, 7 карт-реконструкцій, 8 видів міста. ISBN 978-966-0286-67-2 Текстова частина - Мирон Капраль. Вступ - Юрій Лукомський, Василь Петрик. княжий Галич (археологія, дослідження, структура міста) - Андрій Стасюк. Галич періоду маґдебурзького права (XIV—XVIII ст.) - Зеновій Федунків. Галицький старостинський замок: реконструкція будівельних періодів - Мирон Капраль, Андрій Чемеринський. Галич у XIX — початку XXI ст.: історико-урбаністичний розвиток - Опис репродукцій (Мирон Капраль, Андрій Фелонюк) - Пояснення до карт - Вибрана бібліографія (Андрій Фелонюк) Картографічна частина 1. Плани і карти 1. Галич з околицями, з Йосифінської топографічної карти Галичини, 1779—1782 рр. 2. План Галича Маговича, 1795 р. 3. План перебудови Францисканського монастиря в магістрат у Галичі авторства Бенео фон лосеннау, 1802 р. 4. Кадастр Галича (центр міста), 1847 р. 5. Ситуативний план Галича з проектом моста Домініка Опатовича, 1858 р. 6. План-схема «Великого Галича» ізидора Шараневича, 1882 р. 7. Топографічна мапа Галича та околиць, 1927 р. 8. План Галича, 1936 р. 9. Топографічна карта Галича, 1978 р. 10. Генплан національного заповідника «Давній Галич», 2004—2005 11. Сучасний план Галича, 2018 р. 2. Види та панорами 1. Галич, гравюра невідомого автора, 1794 р. 2. Замок в Галичі на Дністрі, гравюра оґюста Франсуа алєса, 1836 р. 3. Галич з півночі, гравюра мацея Боґуша стенчинського, 1847 р. 4. Рештки замку в Галичі з півдня і заходу, гравюра мацея Боґуша Стенчинського, 1847 р. 5. Ринок в Галичі з вікна замку, гравюра мацея Боґуша Стенчинського, 1848 р. 6. Галич, акварель наполеона орди, бл. 1879 р. 7. Галич, акварель наполеона орди, бл. 1879 р. (ілюстрація на обкладинці) 8. Галич біля впадіння річки лукви в Дністер, гравюра наполеона орди, бл. 1879 р. (ілюстрація на обкладинці текстової частини) 3. Карти-реконструкції 1. Просторовий розвиток Галича від XII до початку XXI ст. (Мирон Капраль, Степан Ямелинець) 2. Археологія Галича та околиць: докняжий період (Тарас Ткачук, Ігор Креховецький, Андрій Фіголь) 3. Княжий Галич: реконструкція планувальної структури XIII ст. (Юрій Лукомський, Василь Петрик) 4. Галицький замок: планувальна реконструкція укріплень XVI—XVIII ст. (Юрій Лукомський, Степан Ямелинець) 5. Локалізація оборонних укріплень Галича (1630-і — середина XVIII ст.). Схема (Лариса Поліщук, Марія Бігун) 6. Кадастр Галича (центр міста), 1847 р. (Мирон Капраль) 7. Релігійні споруди Галича та околиць (XII — початок XXI ст.) (Володимир Козелківський) | - Наукова рада атласу: Геннадій Боряк, Мирон Капраль, Фердинанд Оплль, Георгій Папакін, Валерій Смолій, Аннґрет Сіммс, Ростислав Сосса, Каталін Сенде, Ярослав Яцків. - Науковий редактор атласу: Мирон Капраль. - Автори: Марія Бігун, Мирон Капраль, Володимир Козелківський, Ігор Креховецький, Юрій Лукомський, Василь Петрук, Лариса Поліщук, Андрій Стасюк, Тарас Ткачук, Зеновій Федунків, Андрій Фелонюк, Андрій Фіголь, Андрій Чемеринський. - Картографічне опрацювання: Юрій Гонек, Ігор Дикий, Степан Ямелинець, Богдан Смерека. - Переклад англійською мовою: Марта Скорупська. - Літературний редактор: Наталя Кіт.   | [ 2 ]       |
|            | Атлас українських історичних міст. — Том 3: Жовква За наук. ред. Мирона Капраля. — Львів, 2016. — 52 с. + 11 оригінальних карт, 5 карт-реконструкцій, 6 видів міста. ISBN 978-966-0280-56-4 Текстова частина - Мирон Капраль. Вступ - Мирон Капраль. історико-урбаністичний розвиток Жовкви від заснування до кінця XVIII ст. - Ігор Оконченко, Ольга Оконченко. укріплення міста Жовкви XVI—XVIII ст. - Андрій Фелонюк. Адміністративний, демографічний та комунікаційний чинники розвитку Жовкви в останній третині XVIII — першій половині XX ст. - Юрій Дубик. Містобудівельний розвиток Жовкви XIX—XX ст. - Опис репродукцій (Мирон Капраль, Уляна Кришталович) - Пояснення до карт. - Вибрана бібліографія (Андрій Фелонюк) Картографічна частина 1. Плани і карти 1. Жовква з околицями, з Йосифінської топографічної карти Галичини, 1779—1782 рр. 2. Карта Жовкви та околиць, 1817 р. 3. План Жовкви з селом Винники, 1841 р. 4. План Жовкви, бл. 1847 р. 5. Кадастрова карта Жовкви, 1854 р. 6. Кадастрова карта Жовкви, 1872 р. зі змінами кінця XIX ст. 7. Жовкви, топографічна карта 1935 р. 8. Жовква (нестерів), топографічна карта 1957 р. 9. Жовква (нестерів), топографічна карта 1984 р. 10. Генеральний план Жовкви, 1997 р. 11. Ортофотоплан Жовкви, 2010 р. 2. Види та панорами 1. Жовква, акварель Емануеля Кратохвілі фон Кронбаха, 1826 р. 2. Площа ринок у Жовкві, гравюра Кароля Ауера, 1837—1838 рр. 3. Жовква з півдня, з гори Гарай, гравюра мацея Боґуша Стенчинського, 1847 р. 4. Вид Жовкви, гравюра Здульського, 1852 р. 5. Жовква з боку Глинської вежі, гравюра Наполеона Орди, бл. 1879 р. 6. Жовква із заходу, акварель невідомого автора, друга половина XIX ст. 3. Карти-реконструкції 1. Археологічна карта Жовкви та околиць (до кінця XVI ст.) (Юрій Лукомський, Тарас Милян) 2. Локалізація оборонних укріплень Жовкви XVI—XVIII ст. схема (Ігор Оконченко, Ольга Оконченко) 3. Жовква за кадастром 1854 р. 4. Релігійні споруди Жовкви (кінець XVI — початок XXI ст.) (Василь Слободян) 5. Територіальний розвиток Жовкви від кінця XVI до початку XXI ст. (Мирон Капраль, Богдан Смерека, Степан Ямелинець) | - Наукова рада атласу: Геннадій Боряк, Мирон Капраль, Фердинанд Оплль, Георгій Папакін, Валерій Смолій, Аннґрет Сіммс, Ростислав Сосса, Каталін Сенде, Ярослав Яцків. - Науковий редактор атласу: Мирон Капраль. - Автори: Юрій Дубик, Мирон Капраль, Уляна Кришталович, Юрій Лукомський, Тарас Милян, Ігор Оконченко, Ольга Оконченко, Василь Слободян, Богдан Смерека, Андрій Фелонюк, Степан Ямелинець. - Картографічне опрацювання: Юрій Гонек, ігор Дикий, Степан Ямелинець. - Переклад англійською мовою: Ірина Швець за участю Бріджіт Мак-Коун. - Літературний редактор: Наталя Кіт.                                        | [ 3 ]       |
|            | Атлас українських історичних міст. — Том 4: Жидачів За наук. ред. Мирона Капраля. — Львів, 2020. — 44 с. + 11 оригінальних карт, 5 карт-реконструкцій. ISBN 978-966-02-9124-9 Текстова частина - Мирон Капраль. Передмова - Орест Корчинський. Археологія княжого Зудеча (Жидачева) - Олег Рибчинський. Архітектурно-містобудівельний розвиток Жидачева у XIV—XVIII ст. - Мирон Капраль. Жидачів у маґдебурзький період розвитку: влада, економіка, територія - Юрій Дубик. Розвиток містобудівної структури Жидачева від другої половини XVIII — до початку XXI ст.: історико-урбаністичний розвиток - Опис репродукцій (Мирон Капраль) - Пояснення до карт - Вибрана бібліографія Картографічна частина 1. Плани і карти 1. Жидачів з околицями, з Йосифінської топографічної карти Галичини, 1779—1782 рр. 2. План Жидачева майора фон Шпехта, 1787 р. 3. Кадастр Жидачева (центр міста), 1850 р. 4. Жидачів з околицями, з Францисканської топографічної карти Галичини, 1862—1863 рр. 5. Карта Жидачева з околицями, з спеціальної карти Австро-Угорської імперії, 1894 (1914) р. 6. Топографічна мапа Жидачева та околиць, 1929—1939 рр. 7. Карта Жидачева з межами, бл. 1942 р. 8. Топографічна карта Жидачева, 1949 р. 9. Топографічна карта Жидачева, 1980 (1988) р. 10. Генплан Жидачева, 1994 р. 11. Ортофотоплан Жидачева, бл. 2010 р. 2. Карти-реконструкції 1. Просторовий розвиток Жидачева від XII до початку XXI ст. (Мирон Капраль, Степан Ямелинець) 2. Археологія Жидачева та його околиць (Зоя Ільчишин, Олег Осаульчук, Олександр Сілаєв, Андрій Филипчук) 3. Жидачів з передмістям XIV—XVIII ст. (Олег Рибчинський) 4. Кадастр Жидачева (центр міста), 1850 р. реконструкція (Мирон Капраль) 5. Релігійні споруди Жидачева (XII — початок XXI ст.) (Василь Слододян) | - Наукова рада атласу: Микола Бевз, Геннадій Боряк, Мирон Капраль, Фердинанд Оплль, Франк Сисин, Валерій Смолій, Аннґрет Сіммс, Ростислав Сосса, Каталін Сенде, Ярослав Яцків. - Науковий редактор атласу: Мирон Капраль. - Автори: Юрій Дубик, Зоя Ільчишин, Мирон Капраль, Орест Корчинський, Олег Осаульчук, Олег Рибчинський, Олександр Сілаєв, Василь Слободян, Андрій Филипчук, Степан Ямелинець. - Картографічне опрацювання: Юрій Гонек, Ігор Дикий, Степан Ямелинець. - Переклад англійською мовою: Марта Скорупська. - Літературний редактор: Наталя Кіт.                                                                 | [ 4 ]       |
|            | Атлас українських історичних міст. — Том 5: Белз За наук. ред. Мирона Капраля. — Львів, 2022. — 56 с. + 11 оригінальних карт, 2 види, 6 карт-реконструкцій. ISBN 978-966-02-9866-8 Текстова частина - Мирон Капраль. Передмова - Володимир Петегирич. Княжий Белз XI—XIII ст. - Оксана Бойко, Василь Слободян. Белз у складі Польського королівства та Речі Посполитої (1377—1772) - Мирон Капраль, Андрій Фелонюк. Белз у маґдебурзький період розвитоку: адміністрація, населення, економіка - Наталія Паславська. Белз в останній третині XVIII — першій половині XX ст.: адміністрація, населення, економіка - Олег Рибчинський. Архітектурно-містобудівний розвиток Белза в 1772—1939 рр. - Василь Петрик. Белз від початку Другої світової війни та на сучасному етапі розвитку - Опис репродукцій (Мирон Капраль) - Пояснення до карт - Вибрана бібліографія Картографічна частина 1. Плани і карти 1. Белз з околицями, і Йосифінської топографічної карти Галичини, 1779—1782 рр. 2. Ґрунтовий план Белза, 1811 р. 3. Белз із околицями, з топографічної карти Йозефа Лізґаніґа, 1790 (1824) 4. Белз із околицями, і Францисканської топографічної карти Галичини, 1862—1863 рр. 5. Проєкт нової дороги та каналу через Белз (княже місто), 1860-ті — початок 1880-х рр. 6. Карта Белза з околицями, з Спеціальної карти Австро-Угорської імперії, 1894 (1911) р. 7. Топографічна мана Белза та околиць. 1936 р. 8. Аерофотоплан Белза, 1944 р. 9. Військово-топографічна карта Белза, 1951—1957 рр. 10. Топографічна карта Белза, 1979—1980 рр 11. Історико-архітектурний опорний план Белза, 2017 р. 2. Види 1. Вид Белза з півдня, від р. Солокії, акварель Юрія Ґлоґовського, 1809 р. 2. Вид Белза, ґравюра Мацея Стенчинського, 1847 р. 3. Карти-реконструкції 1. Просторовий розвиток Белза від XI до початку XXI ст. (Мирон Капраль, Василь Петрик, Богдан Смерека, Степан Ямелинець) 2. Археологія Белза та його околиць (Остап Лазурко, Олег Осаульчук) 3. Княжий період Белза (Остап Лазурко, Василь Петрик) 4. Белз у XIV—XVIII ст.: етапи розвитку (Оксана Бойко, Василь Слободян) 5. Кадастр Белза (центр міста). 1854 р. Реконструкція (Мирон Капраль, Богдан Смерека) 6. Релігійні споруди Белза (XI — початок XXI ст.) (Оксана Бойко, Василь Слободян) | - Наукова рада атласу: Микола Бевз, Геннадій Боряк, Мирон Капраль, Кіт Лиллей, Георгій Папакін, Франк Сисин, Валерій Смолій, Ростислав Сосса, Каталін Сенде, Даніель Штраке, Ярослав Яцків. - Науковий редактор атласу: Мирон Капраль. - Автори: Оксана Бойко, Мирон Капраль, Остап Лазурко, Олег Осаульчук, Наталія Паславська, Василь Петрик, Володимир Петегирич. Олег Рибчинський, Василь Слободян, Богдан Смерека, Андрій Фелонюк, Степан Ямелинець. - Картографічне опрацювання: Юрій Гонек, Ігор Дикий, Степан Ямелинець. - Переклад англійською мовою: Павло Грицак, Марта Скорупська. - Літературний редактор: Наталя Кіт. | [ 5 ] [ 6 ] |